# Syrius Eberle
Pour les articles homonymes, voir Eberle.
Syrius Eberle (né le 9 décembre 1844 à Pfronten, mort le 12 avril 1903 à Bolzano) est un peintre et sculpteur bavarois.

## Biographie
Eberle est le fils d'un charpentier. Il épousera la fille du peintre de Pfronten Thomas Driendl.
Eberle fait un apprentissage de charpentier puis étudie de 1866 à 1872 à l'académie des beaux-arts de Munich. En 1884, il y devient professeur de sculpture religieuse. On compte parmi ses élèves Georg Pezold (de), Heinrich Düll, Heinrich Waderé, Johann Vierthaler, Max Heilmaier, Georg Wrba, Georg Busch (de), Clemens Buscher (de), Josef Rauch (de), Bruno Diamant (de), Josef Flossmann (de), August Drumm (de), Emil Dittler (de), Heinrich Jobst (de), Ignatius Taschner (de) ou Heinrich Waderé.

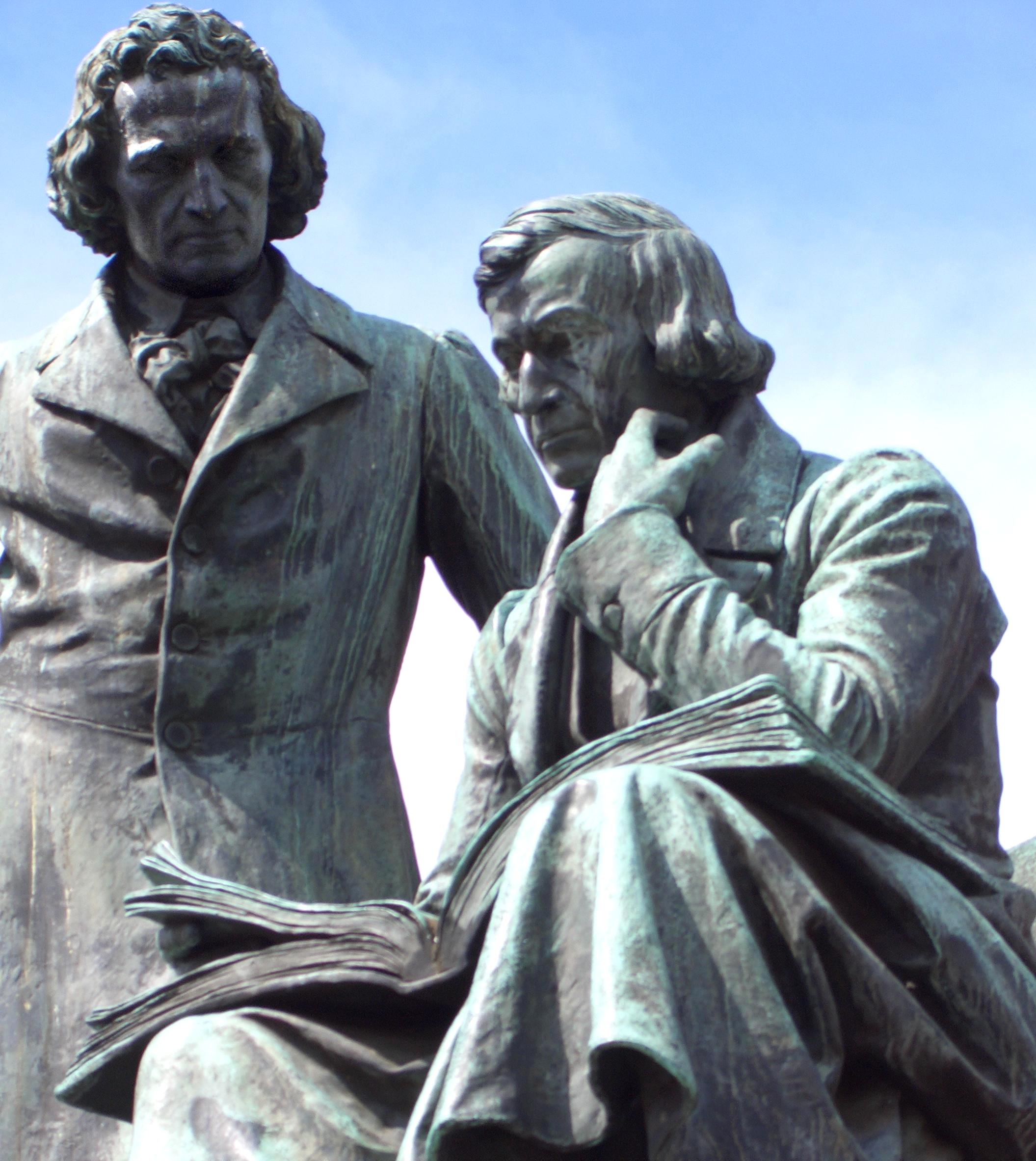
Monument pour les frères Grimm à Hanau

Eberle reçoit de nombreuses commandes de Louis II de Bavière pour les châteaux qu'il fait construire.
En 1889, il remporte le troisième prix lors d'un appel d'offres pour une sculpture en hommage aux frères Grimm à Hanau. Cependant le projet vainqueur de Max Wiese (de) ne convainc pas tous et on consulte le fils de Wilhelm Grimm, Herman Grimm, qui choisit le projet d'Eberle qui l'emporte finalement.
Entre 1890 et 1892, Eberle décore les quatre piliers du pont Ludwig de Munich. Il dresse aussi pour la même ville le monument (de) pour Franz Xaver Gabelsberger (de), l'inventeur de la sténographie.
En tant que professeur de l'académie, Eberle fait partie de la commission de la reconstruction du Bayerisches Nationalmuseum.
En août 1897, il remporte l'appel d'offres pour une statue équestre en l'honneur de l'empereur Guillaume à Nuremberg. Cependant il meurt avant son exécution, Wilhelm von Rümann reprend son travail ; elle est située devant la Pellerhaus.